# Unión Regional Deportiva 2009
La  Unión permanente de Ligas 2009 fue la 3.ª temporada de la unión de ligas que organiza la Liga Tandilense de Fútbol, que cuenta con equipos afiliados a ésta, junto con aquellos nucleados por la Liga Ayacuchense de fútbol y la Liga Rauchense de fútbol, que comenzó a desarrollarse el 9 de mayo de 2009 y finalizó el 17 de diciembre, con la consagración de Santamarina (Tandil).
Obtuvieron plazas para el Torneo del Interior 2010; Ferrocarril Sud (Tandil), Villa Aguirre (Tandil), Sarmiento (Ayacucho) y Botafogo (Rauch).

## Equipos participantes
| Equipo                                                                      | Ciudad     |
| --------------------------------------------------------------------------- | ---------- |
| 'Alianza Club Atlético Ayacucho-Club Defensores Ayacucho'                   | Ayacucho   |
| Botafogo Fútbol Club                                                        | Rauch      |
| Club Social y Deportivo Tandil                                              | Tandil     |
| Club Social y Deportivo Excursionistas                                      | Tandil     |
| Ateneo Cultural y Deportivo José Manuel Estrada                             | Ayacucho   |
| Club Atlético y Biblioteca Ferrocarril Sud                                  | Tandil     |
| Club Gimnasia y Esgrima                                                     | Tandil     |
| Archivo:Club Grupo Universitario (Tandil).png Club Grupo Universitario      | Tandil     |
| Club Independiente                                                          | Tandil     |
| Club Social y Deportivo Loma Negra                                          | Barker     |
| Club Deportivo La Movediza                                                  | Tandil     |
| Club Deportivo San José                                                     | Tandil     |
| Alianza Club Atlético San Lorenzo-Club Social y Deportivo Juventud Agraria. | Rauch      |
| Club Social y Deportivo Santamarina                                         | Tandil     |
| Club Atlético Sarmiento                                                     | Ayacucho   |
| Universidad Nacional del Centro de la provincia de Buenos Aires             | Tandil     |
| Centro Social Velense                                                       | M. I. Vela |
| Club Social y Deportivo Villa Aguirre                                       | Tandil     |

| Bajas                           |
| ------------------------------- |
| San Manuel (San Manuel)         |
| San José-Excusionistas (Tandil) |
| Jorge Newbery (Tandil)          |

| Altas                  |
| ---------------------- |
| Excusionistas (Tandil) |
| Loma Negra (Barker)    |
| San José (Tandil)      |

## Sistema de disputa
Fase I: La Fase I se llevará a cabo, bajo el sistema de todos contra todos (a una sola rueda).
Clasificaran para la Fase II, los ocho primeros equipos.
Fase II: La Fase II se disputará con los ocho clasificados, bajo la modalidad de eliminación directa (cuartos, semifinal y final).
Final del año: La final del año, que coronará al campeón anual, será disputada por el ganador de la Fase I y el ganador Fase II.
- Fuente: Minuto 91 Archivado el 24 de marzo de 2014 en Wayback Machine.

## Fase I

### Posiciones finales
|     | Equipos                        | Pts. | PJ | PG | PE | PP | GF | GC |
| --- | ------------------------------ | ---- | -- | -- | -- | -- | -- | -- |
| 1.  | Independiente (Tandil)         | 40   | 17 | 12 | 4  | 1  | 49 | 15 |
| 2.  | Grupo Universitario (Tandil)   | 39   | 17 | 13 | 0  | 4  | 51 | 13 |
| 3.  | Ferrocarril Sud (Tandil)       | 38   | 17 | 11 | 5  | 1  | 33 | 11 |
| 4.  | Santamarina (Tandil)           | 37   | 17 | 12 | 1  | 4  | 36 | 10 |
| 5.  | Villa Aguirre (Tandil)         | 32   | 17 | 9  | 5  | 3  | 29 | 14 |
| 6.  | Excursionistas (Tandil)        | 29   | 17 | 8  | 5  | 4  | 34 | 9  |
| 7.  | Sarmiento (Ayacucho)           | 29   | 17 | 8  | 5  | 4  | 36 | 23 |
| 8.  | Ateneo Estrada (Ayacucho)      | 28   | 17 | 8  | 4  | 5  | 25 | 19 |
| 9.  | UNICEN (Tandil)                | 27   | 17 | 8  | 3  | 6  | 25 | 26 |
| 10. | Velense (M. I. Vela)           | 27   | 17 | 7  | 6  | 4  | 26 | 23 |
| 11. | Loma Negra (Barker)            | 23   | 17 | 6  | 5  | 6  | 33 | 39 |
| 12. | Atlético-Defensores (Ayacucho) | 19   | 17 | 6  | 1  | 10 | 26 | 31 |
| 13. | Gimnasia (Tandil)              | 18   | 17 | 5  | 3  | 9  | 28 | 30 |
| 14. | Botafogo (Rauch)               | 17   | 17 | 5  | 2  | 10 | 17 | 28 |
| 15. | San José (Tandil)              | 14   | 17 | 3  | 5  | 9  | 13 | 20 |
| 16. | San Lorenzo-Agraria (Rauch)    | 6    | 17 | 2  | 0  | 15 | 16 | 55 |
| 17. | Deportivo Tandil (Tandil)      | 6    | 17 | 2  | 0  | 15 | 12 | 53 |
| 18. | La Movediza (Tandil)           | 3    | 17 | 1  | 0  | 16 | 6  | 78 |

Fuente: El Eco de Tandil
|  | Clasificados a la Fase II |

| Ganador Fase I 2009 |
| ------------------- |
| Independiente       |

## Resultados
| 7 de mayo | San José (Tandil) | 0:1     | Independiente (Tandil) | Mpal. Gral. San Martín, Tandil |                               |
|           |                   | Reporte | Santiago Aladro 28'    | Árbitro(s): Marcelo Ferragine  | Árbitro(s): Marcelo Ferragine |

| 7 de mayo | Santamarina (Tandil) | 1:0     | Botafogo (Rauch) | Mpal. Gral. San Martín, Tandil   |                                  |
|           | Amiel Cuestas 17'    | Reporte |                  | Árbitro(s): Víctor Hugo González | Árbitro(s): Víctor Hugo González |

| 9 de mayo | Ferrocarril Sud (Tandil)            | 2:1     | Excursionistas (Tandil) | Dámaso Latasa, Tandil     |                           |
|           | Martín Ribas 45' · Manuel López 78' | Reporte | Víctor Conqueiro 87'    | Árbitro(s): Andrés Merlos | Árbitro(s): Andrés Merlos |

| 9 de mayo | San Lorenzo-Agraria (Rauch) | 0:1 | Ateneo Estrada (Ayacucho) | Municipal, Rauch             |                              |
|           |                             |     | Juan Brogno               | Árbitro(s): Adrián Caballero | Árbitro(s): Adrián Caballero |

| 9 de mayo | UNICEN (Tandil) | 1:2 | Villa Aguirre (Tandil)          | Excursionistas, Tandil      |                             |
|           | Javier Ferreiro |     | Jorge Patrón · Guillermo Alfaro | Árbitro(s): Gustavo Beckman | Árbitro(s): Gustavo Beckman |

| 9 de mayo | Deportivo Tandil (Tandil)       | 2:7 | Atlético-Defensores (Ayacucho)                                                                                 | Racing, Gardey              |                             |
|           | Guillermo Vargas · Pablo Barbas |     | Manuel Ceverio · Simon Ceverio · Juan José Jalil · Esteban Ocaño · Juan Pablo Etcheverry · Fausto Piastrellini | Árbitro(s): Carlos Martínez | Árbitro(s): Carlos Martínez |

| 9 de mayo | Sarmiento (Ayacucho) | 2:2     | Gimnasia (Tandil)              | Mpal. José Barbieri, Ayacucho |                             |
|           | Adrián Roelofs       | Reporte | Marcelo Abadie · Franco Lunghi | Árbitro(s): Lucas Gualdieri   | Árbitro(s): Lucas Gualdieri |

| 9 de mayo | Velense (M. I. Vela) | 1:0 | La Movediza (Tandil) | Miguel Ochoa, Vela         |                            |
|           | Pablo Arnaiz         |     |                      | Árbitro(s): Marcelo Torres | Árbitro(s): Marcelo Torres |

| 14 de mayo | Independiente (Tandil)                                                      | 4:2     | Sarmiento (Ayacucho)                  | Agustín F. Berroeta, Tandil |                           |
|            | Mariano Zinóvile · Damián Villar · Maximiliano Villar · Lucuano De la Canal | Reporte | Fabián López · Martín Camio -' (a.g.) | Árbitro(s): Andrés Merlos   | Árbitro(s): Andrés Merlos |

| 16 de mayo | Excursionistas (Tandil) | 0:0     | San José (Tandil) | Excursionistas, Tandil           |                                  |
|            |                         | Reporte |                   | Árbitro(s): Víctor Hugo González | Árbitro(s): Víctor Hugo González |

| 16 de mayo | Ateneo Estrada (Ayacucho)        | 2:1 | Loma Negra (Barker) | Mpal. José Barbieri, Ayacucho |                          |
|            | Juan Brogno · Mariano Montalivet |     | Franco Mansilla     | Árbitro(s): Daniel Gómez      | Árbitro(s): Daniel Gómez |

| 16 de mayo | Botafogo (Rauch) | 0:2 | Ferrocarril Sud (Tandil)       | Municipal, Rauch             |                              |
|            |                  |     | Federico Cadona · Martín Ribas | Árbitro(s): Adrián Caballero | Árbitro(s): Adrián Caballero |

| 16 de mayo | Villa Aguirre (Tandil) | 2:0 | San Lorenzo-Agraria (Rauch) | Dámaso Latasa, Tandil         |                               |
|            | Gastón Núñez           |     |                             | Árbitro(s): Marcelo Ferragine | Árbitro(s): Marcelo Ferragine |

| 16 de mayo | Gimnasia (Tandil)                          | 5:0 | Deportivo Tandil (Tandil) | Gimnasia, Tandil          |                           |
|            | Marcelo Abadie · Juan Kwist · Juan Sánchez |     |                           | Árbitro(s): Nicolás Terni | Árbitro(s): Nicolás Terni |

| 18 de mayo | Santamarina (Tandil)                                               | 6:0     | La Movediza (Tandil) | Mpal. Gral. San Martín, Tandil |  |
|            | Juan Adami · Diego Pérez -' (a.g.) · Matías Rode · Amiel Cuestas · | Reporte |                      |                                |  |

| 18 de mayo | Grupo Universitario (Tandil)                                           | 7:0     | UNICEN (Tandil) | Mpal. Gral. San Martín, Tandil |                            |
|            | Pablo Cerfoglia · Néstor Di Sabatino · Cristian Pérez · Juan Cerfoglia | Reporte |                 | Árbitro(s): Marcelo Torres     | Árbitro(s): Marcelo Torres |

| 21 de mayo | Santamarina (Tandil) | 0:2     | Velense (M. I. Vela) | Mpal. Gral. San Martín, Tandil |                           |
|            |                      | Reporte | Enzo Saracho 13' 69' | Árbitro(s): Oscar Novelli      | Árbitro(s): Oscar Novelli |

| 23 de mayo | San José (Tandil) | 1:2 | Botafogo (Rauch)                      | Movediza y, Tandil       |                          |
|            | Nicolás Etchecoin |     | Maximiliano Krauel · Matías Caballero | Árbitro(s): Martín Masán | Árbitro(s): Martín Masán |

| 23 de mayo | San Lorenzo-Agraria (Rauch) | 1:4 | Grupo Universitario (Tandil)                          | Municipal, Rauch         |                          |
|            | Andrés Almandoz             |     | Diego Pérez Rivero · Cristian Pérez · Pablo Cerfoglia | Árbitro(s): Diego Grieco | Árbitro(s): Diego Grieco |

| 23 de mayo | Ferrocarril Sud (Tandil)                               | 5:0     | La Movediza (Tandil) | Dámaso Latasa, Tandil       |                             |
|            | Federico Cadona · Alejandro Arbert · Gustavo Arozarena | Reporte |                      | Árbitro(s): Gustavo Beckman | Árbitro(s): Gustavo Beckman |

| 23 de mayo | UNICEN (Tandil) | 2:1     | Atlético-Defensores (Ayacucho) | Excursionistas, Tandil          |                                 |
|            | Rodrigo Gomba   | Reporte | Gastón Olavarrieta             | Árbitro(s): Sebastián Quinteros | Árbitro(s): Sebastián Quinteros |

| 23 de mayo | Sarmiento (Ayacucho) | 0:1 | Excursionistas (Tandil) | Mpal. José Barbieri, Ayacucho |                           |
|            |                      |     | Ariel Paredes           | Árbitro(s): Marcelo Casco     | Árbitro(s): Marcelo Casco |

| 23 de mayo | Loma Negra (Barker) | 0:2 | Villa Aguirre (Tandil)          | Loma Negra, Villa Cacique   |                             |
|            |                     |     | Gastón Núñez · Guillermo Alfaro | Árbitro(s): Carlos Martínez | Árbitro(s): Carlos Martínez |

| 23 de mayo | Deportivo Tandil (Tandil) | 1:4 | Independiente (Tandil)                                                  | Racing, Gardey                   |                                  |
|            | Mauricio Herrera          |     | Matías Indacoechea · Maximiliano Villar · Matías Pereda · Damián Villar | Árbitro(s): Víctor Hugo González | Árbitro(s): Víctor Hugo González |

| 30 de mayo | Villa Aguirre (Tandil) | 0:0     | Ateneo Estrada (Ayacucho) | Dámaso Latasa, Tandil      |                            |
|            |                        | Reporte |                           | Árbitro(s): Marcelo Torres | Árbitro(s): Marcelo Torres |

| 30 de mayo | Grupo Universitario (Tandil)                                                                                               | 12:0 | Loma Negra (Barker) | Movediza, Tandil       |                        |
|            | Matías Méndez · Pablo Cerfoglia · Martín Ostinelli · Jorge Weimann · Cristian Pérez · Pablo González · Néstor Di Sabattino |      |                     | Árbitro(s): Diego Albo | Árbitro(s): Diego Albo |

| 30 de mayo | Velense (M. I. Vela) | 0:0 | Ferrocarril Sud (Tandil) | Miguel Ochoa, Vela             |  |
|            |                      |     |                          | Árbitro(s): Marcelo Ferraggine |  |

| 30 de mayo | La Movediza (Tandil) | 0:2 | San José (Tandil)                 | Figueroa, Tandil          |                           |
|            |                      |     | Luciano Godoy · Facundo Salaverry | Árbitro(s): Nicolás Terni | Árbitro(s): Nicolás Terni |

| 30 de mayo | Botafogo (Rauch) | 0:0 | Sarmiento (Ayacucho) | Municipal, Rauch          |  |
|            |                  |     |                      | Árbitro(s): Diego Griecco |  |

| 30 de mayo | Gimnasia (Tandil) | 0:1 | UNICEN (Tandil) | Gimnasia, Tandil                 |                                  |
|            |                   |     | Rodrigo Gomba   | Árbitro(s): Víctor Hugo González | Árbitro(s): Víctor Hugo González |

| 30 de mayo | Excursionistas (Tandil)                                      | 3:0 | Deportivo Tandil (Tandil) | Excursionistas, Tandil    |                           |
|            | Víctor Conqueiro · Ariel Paredes · Javier Cayuqueo -' (a.g.) |     |                           | Árbitro(s): Andrés Merlos | Árbitro(s): Andrés Merlos |

| 30 de mayo | Atlético-Defensores(Ayacucho)               | 3:1 | San Lorenzo-Agraria (Rauch) | Mpal. José Barbieri, Ayacucho  |                                |
|            | Fausto Piastrellini · Juan Pablo Etcheverry |     | Emiliano Rattiguen          | Árbitro(s): Carlos Erreguerena | Árbitro(s): Carlos Erreguerena |

| 6 de junio | Sarmiento (Ayacucho)                                                                                        | 7:1 | La Movediza (Tandil) | Mpal. José Barbieri, Ayacucho |                             |
|            | Gonzalo Ialea · Leonardo Indacoechea · Juan Ledesma · Braulio Lorenzo · Adrián Roelofs · Federico Fernández |     | Daniel Ramírez       | Árbitro(s): Daniel Figueroa   | Árbitro(s): Daniel Figueroa |

| 6 de junio | Ateneo Estrada (Ayacucho) | 0:5 | Grupo Universitario (Tandil)                        | Mpal. José Barbieri, Ayacucho |                         |
|            |                           |     | Sebastián Baquero · Martín Michel · Pablo Cerfoglia | Árbitro(s): Jorge Ocaño       | Árbitro(s): Jorge Ocaño |

| 6 de junio | San Lorenzo-Agraria (Rauch) | 1:4 | Gimnasia (Tandil)              | Municipal, Rauch             |                              |
|            | Benjamín Guevara ·          |     | Juan Barbeira · Marcelo Abadie | Árbitro(s): Adrián Caballero | Árbitro(s): Adrián Caballero |

| 6 de junio | Deportivo Tandil (Tandil) | 0:1 | Botafogo (Rauch) | Racing, Gardey                  |                                 |
|            |                           |     | Nicolás Lescano  | Árbitro(s): Sebastián Quinteros | Árbitro(s): Sebastián Quinteros |

| 6 de junio | San José (Tandil) | 1:1 | Velense (M. I. Vela) | Movediza, Tandil          |                           |
|            | Facundo Salaverry |     | Mauro Casalla        | Árbitro(s): Lucas Novelli | Árbitro(s): Lucas Novelli |

| 6 de junio | Loma Negra (Barker)               | 3:1 | Atlético-Defensores (Ayacucho) | Loma Negra, Villa Cacique |                           |
|            | Alfonso Constantin · Martín Baier |     | Esteban Ocaño                  | Árbitro(s): Andrés Merlos | Árbitro(s): Andrés Merlos |

| 6 de junio | Ferrocarril Sud (Tandil)             | 2:4     | Santamarina (Tandil)                                                                 | Dámaso Latasa, Tandil      |                            |
|            | Juan Rossi 8' · Alejandro Arbert 44' | Reporte | Amiel Cuestas 19' · Agustín Baldini 53' · Claudio Farías 87' · Rodolfo Valerio 90+3' | Árbitro(s): Marcelo Torres | Árbitro(s): Marcelo Torres |

| 9 de junio | UNICEN (Tandil)   | 1:1     | Independiente (Tandil) | Mpal. Gral. San Martín, Tandil |                                |
|            | Rodrigo Gomba 49' | Reporte | Matías Pereda 90'      | Árbitro(s): Marcelo Ferraggine | Árbitro(s): Marcelo Ferraggine |

| 13 de junio | Gimnasia (Tandil) | 1:3 | Loma Negra (Barker)               | Gimnasia, Tandil            |                             |
|             | Luis Funes        |     | Martín Baier · Alfonso Constantin | Árbitro(s): Gustavo Beckman | Árbitro(s): Gustavo Beckman |

| 13 de junio | Velense (M. I. Vela) | 1:2 | Sarmiento (Ayacucho)                  | Miguel Ochoa, Vela        |                           |
|             | Pablo Arnaiz         |     | Adrián Roelofs · Leonardo Indacoechea | Árbitro(s): Andrés Merlos | Árbitro(s): Andrés Merlos |

| 13 de junio | Excursionistas (Tandil)            | 3:0 | UNICEN (Tandil) | Excursionistas, Tandil      |                             |
|             | Patricio Santeramo · Ariel Paredes |     |                 | Árbitro(s): Carlos Martínez | Árbitro(s): Carlos Martínez |

| 13 de junio | La Movediza (Tandil) | 0:2 | Deportivo Tandil (Tandil)            | Figueroa, Tandil          |                           |
|             |                      |     | Guillermo Vargas · Juan Cruz Peralta | Árbitro(s): Martín Massan | Árbitro(s): Martín Massan |

| 13 de junio | Santamarina (Tandil)      | 1:0     | San José (Tandil) | Dámaso Latasa, Tandil  |                        |
|             | Juan Solimanto 89' (a.g.) | Reporte |                   | Árbitro(s): Diego Albo | Árbitro(s): Diego Albo |

| 13 de junio | Grupo Universitario (Tandil)           | 2:0     | Villa Aguirre (Tandil) | Movediza, Tandil                 |                                  |
|             | Facundo Herbón 18' · Matías Méndez 56' | Reporte |                        | Árbitro(s): Víctor Hugo González | Árbitro(s): Víctor Hugo González |

| 13 de junio | Atlético-Defensores (Ayacucho) | 1:0 | Ateneo Estrada (Ayacucho) | Mpal. José Barbieri, Ayacucho  |                                |
|             | Esteban Ocaño                  |     |                           | Árbitro(s): Alejandro Troncoso | Árbitro(s): Alejandro Troncoso |

| 17 de junio | Independiente (Tandil)                         | 3:0     | San Lorenzo-Agraria (Rauch) | Agustín F. Berroeta, Tandil |                           |
|             | Matías Pereda 19' 54' · Matías Indacoechea 76' | Reporte |                             | Árbitro(s): Nicolás Terni   | Árbitro(s): Nicolás Terni |

| 20 de junio | Villa Aguirre (Tandil)                  | 2:1     | Atlético-Defensores (Ayacucho) | Dámaso Latasa, Tandil           |                                 |
|             | Martín Pradal 43' · Mauricio Roldán 94' | Reporte | Simón Ceverio 71'              | Árbitro(s): Sebastián Quinteros | Árbitro(s): Sebastián Quinteros |

| 20 de junio | Ateneo Estrada (Ayacucho) | 1:0 | Gimnasia (Tandil) | Mpal. José Barbieri, Ayacucho |                            |
|             | Nicolás Cruz              |     |                   | Árbitro(s): Omar Iturralde    | Árbitro(s): Omar Iturralde |

| 20 de junio | San José (Tandil) | 0:1     | Ferrocarril Sud (Tandil) | Movediza, Tandil              |                               |
|             |                   | Reporte | Juan Rossi               | Árbitro(s): Marcelo Ferragine | Árbitro(s): Marcelo Ferragine |

| 20 de junio | Loma Negra (Barker) | 0:2 | Independiente (Tandil)            | Loma Negra, Villa Cacique        |                                  |
|             |                     |     | Martín Camio · Matías Indacoechea | Árbitro(s): Víctor Hugo González | Árbitro(s): Víctor Hugo González |

| 20 de junio | San Lorenzo-Agraria (Rauch) | 1:3 | Excursionistas (Tandil)                | Municipal, Rauch             |                              |
|             | Pablo Atucha                |     | Esteban Bonarrigo · Patricio Santeramo | Árbitro(s): Germán Caballero | Árbitro(s): Germán Caballero |

| 20 de junio | UNICEN (Tandil)                    | 2:1 | Botafogo (Rauch) | Excursionistas, Tandil    |                           |
|             | Juan López Moccio · Walter Bulacio |     | Juan Peluffo     | Árbitro(s): Lucas Novelli | Árbitro(s): Lucas Novelli |

| 20 de junio | Deportivo Tandil (Tandil)       | 2:3 | Velense (M. I. Vela)                             | Racing, Gardey             |                            |
|             | Leonardo Deanes · Darío Lazarte |     | Víctor Chiuffo · Mauro Casalla · Matías Ferreyro | Árbitro(s): Marcelo Torres | Árbitro(s): Marcelo Torres |

| 20 de junio | Sarmiento (Ayacucho)                  | 2:1 | Santamarina (Tandil) | Mpal. José Barbieri, Ayacucho |                          |
|             | Adrián Roelofs · Leonardo Indacoechea |     | Facundo Callejo      | Árbitro(s): Daniel Gómez      | Árbitro(s): Daniel Gómez |

| 1 de agosto | Excursionistas (Tandil)                                                   | 4:0 | Loma Negra (Barker) | Excursionistas, Tandil     |                            |
|             | Hernán Crocci · Esteban Bonarrigo · Patricio Santeramo · Diego Andolfatti |     |                     | Árbitro(s): Marcelo Torres | Árbitro(s): Marcelo Torres |

| 1 de agosto | Gimnasia (Tandil) | 1:1 | Villa Aguirre (Tandil) | Gimnasia, Tandil            |                             |
|             | Juan Orsingher    |     | Nicolás Luján          | Árbitro(s): Carlos Martínez | Árbitro(s): Carlos Martínez |

| 1 de agosto | Ferrocarril Sud (Tandil) | 1:0     | Sarmiento (Ayacucho) | Dámaso Latasa, Tandil     |                           |
|             | Blas Peyrano             | Reporte |                      | Árbitro(s): Andrés Merlos | Árbitro(s): Andrés Merlos |

| 1 de agosto | Santamarina (Tandil)              | 4:0 | Deportivo Tandil (Tandil) | Movediza, Tandil            |                             |
|             | Agustín Baldini · Facundo Callejo |     |                           | Árbitro(s): Gustavo Beckman | Árbitro(s): Gustavo Beckman |

| 1 de agosto | Independiente (Tandil)                             | 3:2 | Ateneo Estrada (Ayacucho)                  | Agustín F. Berroeta, Tandil |                        |
|             | Matías Pereda · Rodrigo Rotonda · Nicolás Trasante |     | Sergio Matías · Mariano Zinovile -' (a.g.) | Árbitro(s): Diego Albo      | Árbitro(s): Diego Albo |

| 1 de agosto | Atlético-Defensores (Ayacucho)         | 2:3 | Grupo Universitario (Tandil)                          | Mpal. José Barbieri, Ayacucho |                          |
|             | Fausto Piastrellini · Santiago Traiani |     | Eduardo Chapelle · Martín Michel · Néstor Di Sabatino | Árbitro(s): Facundo Díaz      | Árbitro(s): Facundo Díaz |

| 1 de agosto | Botafogo (Rauch)  | 1:0 | San Lorenzo-Agraria (Rauch) | Municipal, Rauch         |                          |
|             | Daniel Acetegaray |     |                             | Árbitro(s): Diego Grieco | Árbitro(s): Diego Grieco |

| 1 de agosto | La Movediza (Tandil) | 0:3 | UNICEN (Tandil)                                     | Movediza, Tandil          |                           |
|             |                      |     | Juan López Moccio · César Curuchet · Walter Bulacio | Árbitro(s): Nicolás Terni | Árbitro(s): Nicolás Terni |

| 8 de agosto | Villa Aguirre (Tandil) | 0:3     | Independiente (Tandil)          | Dámaso Latasa, Tandil            |                                  |
|             |                        | Reporte | Mariano Buzzini · Matías Pereda | Árbitro(s): Víctor Hugo González | Árbitro(s): Víctor Hugo González |

| 8 de agosto | Grupo Universitario (Tandil)      | 3:1 | Gimnasia (Tandil) | Movediza, Tandil              |                               |
|             | Cristian Pérez · Juan Cerfoglia · |     | Juan Barbeira     | Árbitro(s): Marcelo Ferragine | Árbitro(s): Marcelo Ferragine |

| 8 de agosto | Deportivo Tandil (Tandil) | 1:4 | Ferrocarril Sud (Tandil)                          | Gimnasia, Tandil          |                           |
|             | Guillermo Vargas          |     | Pedro Etchegaray · Federico Cadona · Martín Ribas | Árbitro(s): Lucas Novelli | Árbitro(s): Lucas Novelli |

| 8 de agosto | UNICEN (Tandil)                                                                             | 5:0 | Velense (M. I. Vela) | Excursionistas, Tandil          |                                 |
|             | Mariano Larragneguy · César Curuchet · Rodrigo Gomba · Juan Gogorza · Juan Rezola -' (a.g.) |     |                      | Árbitro(s): Sebastián Quinteros | Árbitro(s): Sebastián Quinteros |

| 8 de agosto | San Lorenzo-Agraria (Rauch)                                       | 6:0 | La Movediza (Tandil) | Municipal, Rauch           |                            |
|             | Andrés Almandoz · Claudio Atucha · Pablo Atucha · Isidoro Arévalo |     |                      | Árbitro(s): Bruno Herrería | Árbitro(s): Bruno Herrería |

| 8 de agosto | Loma Negra (Barker) | 1:1 | Botafogo (Rauch) | Loma Negra, Villa Cacique |                           |
|             | Martín Baier        |     | Matías Caballero | Árbitro(s): Andrés Merlos | Árbitro(s): Andrés Merlos |

| 8 de agosto | Sarmiento (Ayacucho) | 0:0 | San José (Tandil) | Mpal. José Barbieri, Ayacucho  |  |
|             |                      |     |                   | Árbitro(s): Carlos Erreguerena |  |

| 8 de agosto | Ateneo Estrada (Ayacucho) | 1:1 | Excursionistas (Tandil) | Mpal. José Barbieri, Ayacucho |                         |
|             | Mauricio Vitral           |     | Patricio Santeramo      | Árbitro(s): Jorge Ocaño       | Árbitro(s): Jorge Ocaño |

| 15 de agosto | Botafogo (Rauch)                                  | 4:2 | Ateneo Estrada (Ayacucho)       | Botafogo, Rauch              |                              |
|              | Antonio Cano · Nicolás Lescano · Matías Caballero |     | Juan Vicente · Mariano Polpadre | Árbitro(s): Adrián Caballero | Árbitro(s): Adrián Caballero |

| 15 de agosto | La Movediza (Tandil)         | 3:6 | Loma Negra (Barker)                                                   | Figueroa, Tandil            |                             |
|              | Diego Pérez · Andrés Cabrera |     | Martín Baier · Alfonso Constantin · Franco Mansilla · Guillermo Núñez | Árbitro(s): Gustavo Beckman | Árbitro(s): Gustavo Beckman |

| 15 de agosto | Excursionistas (Tandil) | 0:0 | Villa Aguirre (Tandil) | Excursionistas, Tandil         |  |
|              |                         |     |                        | Árbitro(s): Marcelo Ferraggine |  |

| 15 de agosto | Velense (M. I. Vela)              | 3:0 | San Lorenzo-Agraria (Rauch) | Velense, Vela          |                        |
|              | Mauro Casalla · Esteban Rodríguez |     |                             | Árbitro(s): Diego Albo | Árbitro(s): Diego Albo |

| 15 de agosto | Independiente (Tandil)                                | 3:1     | Grupo Universitario (Tandil) | Agustín F. Berroeta, Tandil |                           |
|              | Ramiro Arteagaveitía 18' 79' · Maximiliano Villar 54' | Reporte | Diego Lecuona 48' (a.g.)     | Árbitro(s): Andrés Merlos   | Árbitro(s): Andrés Merlos |

| 15 de agosto | Santamarina (Tandil)             | 2:0     | UNICEN (Tandil) | Mpal. Gral. San Martín, Tandil |                            |
|              | Gerardo Krüger · Facundo Callejo | Reporte |                 | Árbitro(s): Marcelo Torres     | Árbitro(s): Marcelo Torres |

| 15 de agosto | San José (Tandil)             | 2:0 | Deportivo Tandil (Tandil) | Movediza, Tandil            |                             |
|              | Lautaro Llano · Pedro Murrone |     |                           | Árbitro(s): Carlos Martínez | Árbitro(s): Carlos Martínez |

| 15 de agosto | Gimnasia (Tandil) | 0:3 | Atlético-Defensores (Ayacucho)           | Gimnasia, Tandil                 |                                  |
|              |                   |     | Gastón Olavarrieta · Fausto Piastrellini | Árbitro(s): Víctor Hugo González | Árbitro(s): Víctor Hugo González |

| 22 de agosto | Grupo Universitario (Tandil) | 1:0     | Excursionistas (Tandil) | Movediza, Tandil                 |                                  |
|              | Diego Pérez Rivero           | Reporte |                         | Árbitro(s): Víctor Hugo González | Árbitro(s): Víctor Hugo González |

| 22 de agosto | Villa Aguirre (Tandil)                            | 4:2     | Botafogo (Rauch)                       | Lucas Novelli, Tandil     |                           |
|              | Nicolás Luján · Mauricio Roldán · Esteban Gallego | Reporte | Nicolás Lescano · Francisco Signorelli | Árbitro(s): Dámaso Latasa | Árbitro(s): Dámaso Latasa |

| 22 de agosto | Loma Negra (Barker)               | 2:2 | Velense (M. I. Vela)            | Loma Negra, Villa Cacique |                           |
|              | Martín Baier · Cristian Del Carlo |     | Mauro Casalla · Luciano Disipio | Árbitro(s): Nicolás Terni | Árbitro(s): Nicolás Terni |

| 22 de agosto | UNICEN (Tandil) | 0:1 | Ferrocarril Sud (Tandil) | Excursionistas, Tandil          |                                 |
|              |                 |     | Martín Ribas             | Árbitro(s): Sebastián Quinteros | Árbitro(s): Sebastián Quinteros |

| 22 de agosto | Ateneo Estrada (Ayacucho)                                         | 8:0 | La Movediza (Tandil) | Mpal. José Barbieri, Ayacucho |                           |
|              | Fabricio Larocca · Pablo Laria · Juan Brogno · Mariano Montalivet |     |                      | Árbitro(s): Gonzalo López     | Árbitro(s): Gonzalo López |

| 22 de agosto | Deportivo Tandil (Tandil)           | 2:4 | Sarmiento (Ayacucho)                                  | Gimnasia, Tandil       |                        |
|              | Guillermo Vargas · Carmelo Petruzzo |     | Adrián Roelofs · Braulio Lorenzo · Leandro Esteberena | Árbitro(s): Diego Albo | Árbitro(s): Diego Albo |

| 22 de agosto | Atlético-Defensores (Ayacucho) | 1:4 | Independiente (Tandil)                                           | Mpal. José Barbieri, Ayacucho |                          |
|              | Santiago Traiani               |     | Emanuel Morondo · Diego Lecuona · Matías Pereda · Manuel Aguirre | Árbitro(s): Facundo Díaz      | Árbitro(s): Facundo Díaz |

| 24 de agosto | San Lorenzo-Agraria (Rauch) | 0:6     | Santamarina (Tandil)                                          | Municipal, Rauch             |                              |
|              |                             | Reporte | Leonardo Gogna · Amiel Cuestas · Juan Adami · Agustín Baldini | Árbitro(s): Adrián Caballero | Árbitro(s): Adrián Caballero |

| 29 de agosto | Ferrocarril Sud (Tandil)                                                           | 6:0 | San Lorenzo-Agraria (Rauch) | Dámaso Latasa, Tandil       |                             |
|              | Pedro Etchegaray · Franco Reynoso · Martín Ribas · Martín Díaz · Ezequiel Ferreras |     |                             | Árbitro(s): Carlos Martínez | Árbitro(s): Carlos Martínez |

| 29 de agosto | San José (Tandil) | 0:0 | UNICEN (Tandil) | Movediza, Tandil               |  |
|              |                   |     |                 | Árbitro(s): Marcelo Ferraggine |  |

| 29 de agosto | Velense (M. I. Vela) | 0:1 | Ateneo Estrada (Ayacucho) | Miguel Ochoa, Vela               |                                  |
|              |                      |     | Pablo Laría               | Árbitro(s): Víctor Hugo González | Árbitro(s): Víctor Hugo González |

| 29 de agosto | Botafogo (Rauch) | 0:1 | Grupo Universitario (Tandil) | Botafogo, Rauch          |                          |
|              |                  |     | Diego Pérez Rivero           | Árbitro(s): Diego Grieco | Árbitro(s): Diego Grieco |

| 29 de agosto | Excursionistas (Tandil) | 1:0 | Atlético-Defensores (Ayacucho) | Excursionistas, Tandil      |                             |
|              | Esteban Bonarrigo       |     |                                | Árbitro(s): Gustavo Beckman | Árbitro(s): Gustavo Beckman |

| 29 de agosto | Independiente (Tandil)                             | 5:3     | Gimnasia (Tandil)                             | Agustín F. Berroeta, Tandil |                            |
|              | Diego Lecuona · Maximiliano Villar · Matías Pereda | Reporte | Juan Orsinger · Matías Arrospide · Juan Kwist | Árbitro(s): Marcelo Torres  | Árbitro(s): Marcelo Torres |

| 29 de agosto | La Movediza (Tandil) | 0:7 | Villa Aguirre (Tandil)                                                          | Figueroa, Tandil          |                           |
|              |                      |     | Raúl Grondona · Nicolás Luján · Martín Pradal · Guillermo Alfaro · Gastón Núñez | Árbitro(s): Nicolás Terni | Árbitro(s): Nicolás Terni |

| 31 de agosto | Santamarina (Tandil) | 0:1     | Loma Negra (Barker)   | Mpal. Gral. San Martín, Tandil |                           |
|              |                      | Reporte | Federico Aguilera 81' | Árbitro(s): Andrés Merlos      | Árbitro(s): Andrés Merlos |

| 4 de septiembre | Ateneo Estrada (Ayacucho) | 0:1     | Santamarina (Tandil) | Mpal. José Barbieri, Ayacucho |                         |
|                 |                           | Reporte | Leonardo Gogna 75'   | Árbitro(s): Jorge Ocaño       | Árbitro(s): Jorge Ocaño |

| 5 de septiembre | Villa Aguirre (Tandil) | 0:0     | Velense (M. I. Vela) | Dámaso Latasa, Tandil      |                            |
|                 |                        | Reporte |                      | Árbitro(s): Marcelo Torres | Árbitro(s): Marcelo Torres |

| 5 de septiembre | Grupo Universitario (Tandil)                            | 4:0 | La Movediza (Tandil) | Movediza, Tandil          |                           |
|                 | Diego Pérez Rivero · Pablo Cerfoglia · Martín Ostinelli |     |                      | Árbitro(s): Lucas Novelli | Árbitro(s): Lucas Novelli |

| 5 de septiembre | Loma Negra (Barker) | 0:0 | Ferrocarril Sud (Tandil) | Loma Negra, Villa Cacique     |  |
|                 |                     |     |                          | Árbitro(s): Marcelo Ferragine |  |

| 5 de septiembre | San Lorenzo-Agraria (Rauch)                | 3:1 | San José (Tandil) | Municipal, Rauch             |                              |
|                 | Pablo Atucha · Matías Porrazzo · Juan Cano |     | Facundo Solimanto | Árbitro(s): Germán Caballero | Árbitro(s): Germán Caballero |

| 5 de septiembre | Gimnasia (Tandil) | 1:0 | Excursionistas (Tandil) | Gimnasia, Tandil |  |
|                 | Marcelo Abadie    |     |                         |                  |  |

| 5 de septiembre | Atlético-Defensores (Ayacucho) | 1:0 | Botafogo (Rauch) | Mpal. José Barbieri, Ayacucho |                             |
|                 | Martín Moro                    |     |                  | Árbitro(s): Daniel Figueroa   | Árbitro(s): Daniel Figueroa |

| 5 de septiembre | UNICEN (Tandil)                   | 2:0 | Sarmiento (Ayacucho) | Excursionistas, Tandil      |                             |
|                 | Pablo Indacoechea · Juan Teyseyre |     |                      | Árbitro(s): Gustavo Beckman | Árbitro(s): Gustavo Beckman |

| 10 de septiembre | Excursionistas (Tandil) | 0:0     | Independiente (Tandil) | Excursionistas, Tandil    |                           |
|                  |                         | Reporte |                        | Árbitro(s): Lucas Novelli | Árbitro(s): Lucas Novelli |

| 11 de septiembre | Santamarina (Tandil) | 0:1     | Villa Aguirre (Tandil) | Mpal. Gral. San Martín, Tandil   |                                  |
|                  |                      | Reporte | Martín Pradal 11'      | Árbitro(s): Víctor Hugo González | Árbitro(s): Víctor Hugo González |

| 12 de septiembre | Ferrocarril Sud (Tandil) | 1:1 | Ateneo Estrada (Ayacucho) | Dámaso Latasa, Tandil  |                        |
|                  | Franco Reynoso           |     | Mariano Montalivet        | Árbitro(s): Diego Albo | Árbitro(s): Diego Albo |

| 12 de septiembre | Sarmiento (Ayacucho)                                           | 5:0 | San Lorenzo-Agraria (Rauch) | Mpal. José Barbieri, Ayacucho  |                                |
|                  | Marcos Martínez · Adrián Roelofs · Diego Moureu · Juan Ledesma |     |                             | Árbitro(s): Carlos Erreguerena | Árbitro(s): Carlos Erreguerena |

| 12 de septiembre | San José (Tandil)                                  | 3:1 | Loma Negra (Barker) | Movediza, Tandil          |                           |
|                  | Juan Cruz Solimanto · Gustavo Vera · Lautaro Llano |     | Emiliano Baier      | Árbitro(s): Nicolás Terni | Árbitro(s): Nicolás Terni |

| 12 de septiembre | Botafogo (Rauch) | 0:1 | Gimnasia (Tandil) | Municipal, Rauch             |                              |
|                  |                  |     | Juan Kwist        | Árbitro(s): Adrián Caballero | Árbitro(s): Adrián Caballero |

| 13 de septiembre | Velense (M. I. Vela) | 1:2 | Grupo Universitario (Tandil)       | Miguel Ochoa, Vela            |                               |
|                  | Víctor Chiuffo       |     | Pablo Cerfoglia · Martín Ostinelli | Árbitro(s): Marcelo Ferragine | Árbitro(s): Marcelo Ferragine |

| 26 de septiembre | La Movediza (Tandil) | 1:0     | Atlético-Defensores (Ayacucho) | Movediza, Tandil            |                             |
|                  | Daniel Ramírez       | Reporte |                                | Árbitro(s): Carlos Martínez | Árbitro(s): Carlos Martínez |

| 26 de septiembre | Deportivo Tandil (Tandil) | 0:2     | UNICEN (Tandil)                     | Movediza, Tandil          |                           |
|                  |                           | Reporte | Mariano Larregneguy · Juan Teyseyre | Árbitro(s): Daniel Acosta | Árbitro(s): Daniel Acosta |

| 1 de octubre | Independiente (Tandil)                                                                                      | 7:0     | Botafogo (Rauch) | Agustín F. Berroeta, Tandil    |                                |
|              | Martín Camio · Santiago Aladro · Maximiliano Villar · Juan Ignacio Turri · Damián Villar · Nicolás Gorosito | Reporte |                  | Árbitro(s): Marcelo Ferraggine | Árbitro(s): Marcelo Ferraggine |

| 3 de octubre | Gimnasia (Tandil)             | 2:0 | La Movediza (Tandil) | Gimnasia, Tandil            |                             |
|              | Marcelo Abadie · Juan Sánchez |     |                      | Árbitro(s): Gustavo Beckman | Árbitro(s): Gustavo Beckman |

| 3 de octubre | Loma Negra (Barker)                    | 4:4 | Sarmiento (Ayacucho)              | Loma Negra, Villa Cacique        |                                  |
|              | Federico Aguilera · Alfonso Constantin |     | Camilo Fernández · Adrián Roelofs | Árbitro(s): Víctor Hugo González | Árbitro(s): Víctor Hugo González |

| 3 de octubre | San Lorenzo-Agraria (Rauch) | 1:2 | Deportivo Tandil (Tandil)      | Municipal, Rauch         |                          |
|              | Ricardo Sosa                |     | David Thomas · Oscar Sosa Roat | Árbitro(s): Diego Grieco | Árbitro(s): Diego Grieco |

| 3 de octubre | Atlético-Defensores (Ayacucho) | 2:2 | Velense (M. I. Vela) | Mpal. José Barbieri, Ayacucho |                          |
|              | Fausto Piastrellini            |     | Enzo Saracho         | Árbitro(s): Daniel Gómez      | Árbitro(s): Daniel Gómez |

| 3 de octubre | Ateneo Estrada (Ayacucho) | 1:0 | San José (Tandil) | Mpal. José Barbieri, Ayacucho |                           |
|              | Juan Brogno               |     |                   | Árbitro(s): Marcelo Casco     | Árbitro(s): Marcelo Casco |

| 3 de octubre | Villa Aguirre (Tandil) | 1:1 | Ferrocarril Sud (Tandil) | Dámaso Latasa, Tandil     |                           |
|              | Martín Pradal          |     | Gustavo Arozarena        | Árbitro(s): Andrés Merlos | Árbitro(s): Andrés Merlos |

| 5 de octubre | Grupo Universitario (Tandil) | 0:1     | Santamarina (Tandil) | Movediza, Tandil           |                            |
|              |                              | Reporte | Amiel Cuestas 65'    | Árbitro(s): Marcelo Torres | Árbitro(s): Marcelo Torres |

| 8 de octubre | La Movediza (Tandil) | 0:6     | Independiente (Tandil)                                                                                        | Agustín F. Berroeta, Tandil |                        |
|              |                      | Reporte | Martín Zabaleta 2' · Juan Ignacio Turri 7' · Maximiliano Villar 17' 73' · Damián Villar 19' · Lucas Porta 80' | Árbitro(s): Diego Albo      | Árbitro(s): Diego Albo |

| 8 de octubre | Santamarina (Tandil)                                                          | 5:0     | Atlético-Defensores (Ayacucho) | Mpal. Gral. San Martín, Tandil |                           |
|              | Leonardo Gogna · Agustín Baldini · Maximiliano Ríos -' (a.g.) · Caudio Farías | Reporte |                                | Árbitro(s): Andrés Merlos      | Árbitro(s): Andrés Merlos |

| 9 de octubre | Ferrocarril Sud (Tandil) | 1:0     | Grupo Universitario (Tandil) | Dámaso Latasa, Tandil            |                                  |
|              | Martín Ribas 16'         | Reporte |                              | Árbitro(s): Víctor Hugo González | Árbitro(s): Víctor Hugo González |

| 12 de octubre | San José (Tandil) | 0:3 | Villa Aguirre (Tandil) | Movediza, Tandil          |                           |
|               |                   |     | Pablo Zárate           | Árbitro(s): Lucas Novelli | Árbitro(s): Lucas Novelli |

| 12 de octubre | Sarmiento (Ayacucho) | 1:1 | Ateneo Estrada (Ayacucho) | Mpal. José Barbieri, Ayacucho |                             |
|               | Adrián Roelofs       |     | Mauricio Vitral           | Árbitro(s): Daniel Figueroa   | Árbitro(s): Daniel Figueroa |

| 12 de octubre | Velense (M. I. Vela)                                | 4:3 | Gimnasia (Tandil)                           | Miguel Ochoa, Vela         |                            |
|               | Mauro Ruiz Sánchez · Enzo Saracho · Gabriel Durruty |     | Luis Funes · Marcelo Abadie · Juan Barbería | Árbitro(s): Marcelo Torres | Árbitro(s): Marcelo Torres |

| 12 de octubre | Deportivo Tandil (Tandil) | 0:3 | Loma Negra (Barker)           | Gimnasia, Tandil            |                             |
|               |                           |     | Martín Baier · Emiliano Baier | Árbitro(s): Carlos Martínez | Árbitro(s): Carlos Martínez |

| 12 de octubre | Botafogo (Rauch)     | 1:4 | Excursionistas (Tandil)                                  | Botafogo, Rauch |  |
|               | Francisco Signorelli |     | Patricio Santeramo · Gonzalo Álvarez · Esteban Bonarrigo |                 |  |

| 15 de octubre | Independiente (Tandil) | 1:2     | Velense (M. I. Vela)                 | Agustín F. Berroeta, Tandil |                           |
|               | Martín Zabaleta 2'     | Reporte | Mauro Casalla 28' · Enzo Saracho 65' | Árbitro(s): Andrés Merlos   | Árbitro(s): Andrés Merlos |

| 16 de octubre | Gimnasia (Tandil) | 2:3     | Santamarina (Tandil)            | Gimnasia, Tandil                 |                                  |
|               | Matías Arospide   | Reporte | Amiel Cuestas · Agustín Baldini | Árbitro(s): Víctor Hugo González | Árbitro(s): Víctor Hugo González |

| 17 de octubre | Excursionistas (Tandil)                                                                                                   | 12:0 | La Movediza (Tandil) | Excursionistas, Tandil    |                           |
|               | Esteban Bonarrigo · Roque Yuvisa · Patricio Santéramo · Matías Lecuona · Héctor Álvarez · Lucas Testa · Sebastián Belsito |      |                      | Árbitro(s): Lucas Novelli | Árbitro(s): Lucas Novelli |

| 17 de octubre | Villa Aguirre (Tandil)             | 2:3 | Sarmiento (Ayacucho)                  | Dámaso Latasa, Tandil     |                           |
|               | Esteban Gallego · Guillermo Alfaro |     | Juan Pablo Arroceres · Adrián Roelofs | Árbitro(s): Nicolás Terni | Árbitro(s): Nicolás Terni |

| 17 de octubre | Ateneo Estrada (Ayacucho)                      | 3:0 | Deportivo Tandil (Tandil) | Mpal. José Barbieri, Ayacucho |                            |
|               | Pablo Laria · Mariano Montalivet · Juan Brogno |     |                           | Árbitro(s): Omar Irurralde    | Árbitro(s): Omar Irurralde |

| 17 de octubre | San Lorenzo-Agraria (Rauch) | 1:4 | UNICEN (Tandil)                                 | Municipal, Rauch             |                              |
|               | Rodrigo Zárate ·            |     | Walter Bulacio · Juan Teyseyre · César Curuchet | Árbitro(s): Germán Caballero | Árbitro(s): Germán Caballero |

| 17 de octubre | Atlético-Defensores (Ayacucho) | 0:2 | Ferrocarril Sud (Tandil)            | Mpal. José Barbieri, Ayacucho |                         |
|               |                                |     | Ezequiel Ferreras · Federico Cadona | Árbitro(s): Jorge Ocaño       | Árbitro(s): Jorge Ocaño |

| 19 de octubre | Grupo Universitario (Tandil) | 2:1 | San José (Tandil) | Movediza, Tandil           |                            |
|               | Pablo Cerfoglia · Diego Sosa |     | Facundo Salaverry | Árbitro(s): Marcelo Torres | Árbitro(s): Marcelo Torres |

| 24 de octubre | Ferrocarril Sud (Tandil)      | 2:1 | Gimnasia (Tandil) | Dámaso Latasa, Tandil     |                           |
|               | Fabricio Gómez · Manuel López |     | Brian Lajos       | Árbitro(s): Andrés Merlos | Árbitro(s): Andrés Merlos |

| 24 de octubre | UNICEN (Tandil) | 1:1 | Loma Negra (Barker) | Excursionistas, Tandil           |                                  |
|               | Rodrigo Gomba   |     | Alfonso Constantín  | Árbitro(s): Víctor Hugo González | Árbitro(s): Víctor Hugo González |

| 24 de octubre | Deportivo Tandil (Tandil) | 0:4 | Villa Aguirre (Tandil)       | Gimnasia, Tandil                |                                 |
|               |                           |     | Martín Pradal · Pablo Zárate | Árbitro(s): Sebastián Quinteros | Árbitro(s): Sebastián Quinteros |

| 24 de octubre | San José (Tandil) | 1:3 | Atlético-Defensores (Ayacucho)                                 | Movediza, Tandil       |                        |
|               | Juan Lago         |     | Fausto Piastrellini · Juan Pablo Etcheverry · Santiago Cabrera | Árbitro(s): Diego Albo | Árbitro(s): Diego Albo |

| 24 de octubre | Velense (M. I. Vela) | 1:1 | Excursionistas (Tandil) | Miguel Ochoa, Vela             |                                |
|               | Enzo Saracho         |     | Julián García           | Árbitro(s): Marcelo Ferraggine | Árbitro(s): Marcelo Ferraggine |

| 24 de octubre | La Movediza (Tandil) | 1:3 | Botafogo (Rauch)                                      | Figueroa, Tandil          |                           |
|               | Isidro Anastasio     |     | Antonio Kelly Cano · Martín García · Matías Caballero | Árbitro(s): Daniel Acosta | Árbitro(s): Daniel Acosta |

| 27 de octubre | Sarmiento (Ayacucho)                           | 2:1     | Grupo Universitario (Tandil) | Mpal. José Barbieri, Ayacucho |                         |
|               | Leonardo Indacoechea 67' · Luciano Lorenzo 79' | Reporte | Pablo Cerfoglia 69'          | Árbitro(s): Jorge Ocaño       | Árbitro(s): Jorge Ocaño |

| 27 de octubre | Santamarina (Tandil) | 0:0     | Independiente (Tandil) | Mpal. Gral. San Martín, Tandil |                            |
|               |                      | Reporte |                        | Árbitro(s): Marcelo Torres     | Árbitro(s): Marcelo Torres |

| 30 de octubre | Independiente (Tandil)                       | 2:2     | Ferrocarril Sud (Tandil)                  | Agustín F. Berroeta, Tandil   |                               |
| | Maximiliano Villar 74' · Martín Zabaleta 83' | Reporte | Alejandro Arbert 9' · Federico Cadona 63' | Árbitro(s): Marcelo Ferragine | Árbitro(s): Marcelo Ferragine |
| Independiente se convierte en el ganador de la Fase I y obtiene el derecho a jugar la final anual con el ganador de la Fase II. |                                              |         |                                           |                               |                               |

| 30 de octubre | Excursionistas (Tandil) | 0:1 | Santamarina (Tandil) | Excursionistas, Tandil    |                           |
|               |                         |     | Agustín Baldini      | Árbitro(s): Nicolás Terni | Árbitro(s): Nicolás Terni |

| 31 de octubre | Grupo Universitario (Tandil)                        | 3:0 | Deportivo Tandil (Tandil) | Movediza, Tandil            |                             |
|               | Martín Ostinelli · Pablo Cerfoglia · Juan Cerfoglia |     |                           | Árbitro(s): Gustavo Beckman | Árbitro(s): Gustavo Beckman |

| 31 de octubre | Gimnasia (Tandil) | 1:1 | San José (Tandil) | Gimnasia, Tandil            |                             |
|               | Oscar Villar      |     | Leandro López     | Árbitro(s): Carlos Martínez | Árbitro(s): Carlos Martínez |

| 31 de octubre | Botafogo (Rauch)   | 1:3 | Velense (M. I. Vela)                        | Municipal, Rauch         |                          |
|               | Daniel Alcetegaray |     | Mauro Casalla · Pablo Arnaiz · Enzo Saracho | Árbitro(s): Diego Grieco | Árbitro(s): Diego Grieco |

| 31 de octubre | Ateneo Estrada (Ayacucho)    | 2:1 | UNICEN (Tandil) | Mpal. José Barbieri, Ayacucho |                          |
|               | Pablo Laria · Ariel Polpadre |     | Néstor Ferreiro | Árbitro(s): Facundo Díaz      | Árbitro(s): Facundo Díaz |

| 31 de octubre | Atlético-Defensores (Ayacucho) | 0:2 | Sarmiento (Ayacucho)             | Mpal. José Barbieri, Ayacucho  |                                |
|               |                                |     | Adrián Roelofs · Nahuel Barragán | Árbitro(s): Carlos Erreguerena | Árbitro(s): Carlos Erreguerena |

| 31 de octubre | Loma Negra (Barker)                                                 | 7:1 | San Lorenzo-Agraria (Rauch) |  |  |
|               | Anotado · Anotado · Anotado · Anotado · Anotado · Anotado · Anotado |     | Anotado                     |  |  |

Fixture: El Eco de Tandil

## Fase II
La Fase II de la competición se disputa en eliminatorias a doble partido, solamente en cuartos de final, mientras que las semifinales y la final, se jugarán a partido único. Los enfrentamientos para las rondas de cuartos de final y semifinales se deciden sobre la base de la posición de los equipos en la Fase I. En caso de igualdad en puntos se deberá recurrir a la ejecución de tiros desde el punto penal.
|  | Cuartos de final | Cuartos de final             | Cuartos de final | Cuartos de final     |       |     | Semifinales             | Semifinales | Semifinales |  |     | Final                | Final | Final |  |
|  |                  |                              |                  |                      |       |     |                         |             |             |  |     |                      |       |       |  |
|  |                  |                              |                  |                      |       |     |                         |             |             |  |     |                      |       |       |  |
|  | 4.º              | Santamarina (Tandil)         | 7                | 4                    |       |     |                         |             |             |  |     |                      |       |       |  |
|  | 4.º              | Santamarina (Tandil)         | 7                | 4                    |       |     |                         |             |             |  |     |                      |       |       |  |
|  | 5.º              | Villa Aguirre (Tandil)       | 0                | 0                    |       |     |                         |             |             |  |     |                      |       |       |  |
|  | 5.º              | Villa Aguirre (Tandil)       | 0                | 0                    |       | 4.º | Santamarina (Tandil)    | 3           |             |  |     |                      |       |       |  |
|  |                  |                              |                  |                      |       | 4.º | Santamarina (Tandil)    | 3           |             |  |     |                      |       |       |  |
|  |                  |                              | 8.º              | Estrada (Ayacucho)   | 0     |     |                         |             |             |  |     |                      |       |       |  |
|  | 1.º              | Independiente (Tandil)       | 8.º              | Estrada (Ayacucho)   | 0     | 3   | 1 (3)                   |             |             |  |     |                      |       |       |  |
|  | 1.º              | Independiente (Tandil)       |                  |                      |       |     |                         |             |             |  |     |                      |       |       |  |
|  | 8.º              | Estrada (Ayacucho)           | 1                | 2 (4)                |       |     |                         |             |             |  |     |                      |       |       |  |
|  | 8.º              | Estrada (Ayacucho)           | 1                | 2 (4)                |       |     |                         |             |             |  | 4.º | Santamarina (Tandil) | 2     |       |  |
|  |                  |                              |                  |                      |       |     |                         |             |             |  | 4.º | Santamarina (Tandil) | 2     |       |  |
|  |                  |                              | 7.º              | Sarmiento (Ayacucho) | 1     |     |                         |             |             |  |     |                      |       |       |  |
|  | 3.º              | Ferrocarril Sud (Tandil)     | 7.º              | Sarmiento (Ayacucho) | 1     | 1   | 0                       |             |             |  |     |                      |       |       |  |
|  | 3.º              | Ferrocarril Sud (Tandil)     |                  |                      |       |     |                         |             |             |  |     |                      |       |       |  |
|  | 6.º              | Excursionistas (Tandil)      | 1                | 2                    |       |     |                         |             |             |  |     |                      |       |       |  |
|  | 6.º              | Excursionistas (Tandil)      | 1                | 2                    |       | 6.º | Excursionistas (Tandil) | 3 (3)       |             |  |     |                      |       |       |  |
|  |                  |                              |                  |                      |       | 6.º | Excursionistas (Tandil) | 3 (3)       |             |  |     |                      |       |       |  |
|  |                  |                              | 7.º              | Sarmiento (Ayacucho) | 3 (4) |     |                         |             |             |  |     |                      |       |       |  |
|  | 2.º              | Grupo Universitario (Tandil) | 7.º              | Sarmiento (Ayacucho) | 3 (4) | 0   | 1                       |             |             |  |     |                      |       |       |  |
|  | 2.º              | Grupo Universitario (Tandil) |                  |                      |       |     |                         |             |             |  |     |                      |       |       |  |
|  | 7.º              | Sarmiento (Ayacucho)         | 2                | 3                    |       |     |                         |             |             |  |     |                      |       |       |  |
|  | 7.º              | Sarmiento (Ayacucho)         | 2                | 3                    |       |     |                         |             |             |  |     |                      |       |       |  |
|  |                  |                              |                  |                      |       |     |                         |             |             |  |     |                      |       |       |  |

| Ganador Fase II 2009 |
| -------------------- |
| Santamarina (Tandil) |

### Cuartos de final
| ida; 12 de noviembre de 2009 | Villa Aguirre (Tandil) | 0:7     | Santamarina (Tandil)                                                                       | Mpal. Gral. San Martín, Tandil |                           |
|                              |                        | Reporte | Esteban Borrás 7' · Matías Rode 14' 84' · Claudio Farías 60' 81' 90' · Agustín Baldini 76' | Árbitro(s): Andrés Merlos      | Árbitro(s): Andrés Merlos |

| vuelta; 27 de noviembre de 2009                        | Santamarina (Tandil)                                                    | 4:0     | Villa Aguirre (Tandil) | Mpal. Gral. San Martín, Tandil |                           |
|                                                        | Claudio Farías 29' 48' · Diego Barrios Suárez 61' · Guillermo Veloz 85' | Reporte | Guillermo Alfaro       | Árbitro(s): Nicolás Terni      | Árbitro(s): Nicolás Terni |
| Santamarina ganó 11–0 en el global de la eliminatoria. |                                                                         |         |                        |                                |                           |

| ida; 12 de noviembre de 2009 | Estrada (Ayacucho) | 1:3     | Independiente (Tandil)                                         | Mpal. José Barbieri, Ayacucho |                         |
|                              | Juan Brogno 4'     | Reporte | Emanuel Morondo 24' · Lucas Porta 70' · Maximiliano Villar 82' | Árbitro(s): Jorge Ocaño       | Árbitro(s): Jorge Ocaño |

| vuelta; 20 de noviembre de 2009               | Independiente (Tandil)                                                   | 1:2 (2:4 p.)               | Estrada (Ayacucho)                                                               | Agustín F. Berroeta, Tandil |                             |
|                                               | Fabio Argüeso 89'                                                        | Reporte                    | Nicolás Cruz 16' · Ariel Polpadre 54'                                            | Árbitro(s): Carlos Martínez | Árbitro(s): Carlos Martínez |
|                                               |                                                                          | Tiros desde el punto penal |                                                                                  |                             |                             |
|                                               | Emanuel Heredia · Maximiliano Villar · Matías Indacoechea · Martín Camio |                            | Ariel Polpadre · Fernando Viere · Leandro Ríos · Juan Fernández · Emilio Garberi |                             |                             |
| Estrada ganó por penales 4–2 la eliminatoria. |                                                                          |                            |                                                                                  |                             |                             |

| ida; 13 de noviembre de 2009 | Excursionistas (Tandil)                           | 1:1     | Ferrocarril Sud (Tandil) | Excursionistas, Tandil |  |
|                              | Julián García · Ariel Paredes · Cristian Cuviller | Reporte | Federico Cadona          |                        |  |

| vuelta; 21 de noviembre de 2009                          | Ferrocarril Sud (Tandil) | 0:2     | Excursionistas (Tandil)           | Dámaso Latasa, Tandil |  |
|                                                          |                          | Reporte | Julián García · Esteban Bonarrigo |                       |  |
| Excursionistas ganó 3–1 en el global de la eliminatoria. |                          |         |                                   |                       |  |

| ida; 12 de noviembre de 2009 | Sarmiento (Ayacucho)                      | 2:0     | Archivo:Club Grupo Universitario (Tandil).png Grupo Universitario (Tandil) | Mpal. José Barbieri, Ayacucho |                          |
|                              | Braulio Lorenzo 25' · Luciano Lorenzo 30' | Reporte | Martín Ostinelli                                                           | Árbitro(s): Facundo Díaz      | Árbitro(s): Facundo Díaz |

| vuelta; 23 de noviembre de 2009                     | Archivo:Club Grupo Universitario (Tandil).png Grupo Universitario (Tandil) | 1:3     | Sarmiento (Ayacucho)                         | Mpal. Gral. San Martín, Tandil |                            |
|                                                     | Leandro Buccella 5'                                                        | Reporte | Adrián Roelofs 14' 75' · Nahuel Barragán 45' | Árbitro(s): Marcelo Torres     | Árbitro(s): Marcelo Torres |
| Sarmiento ganó 5–1 en el global de la eliminatoria. |                                                                            |         |                                              |                                |                            |

### Semifinales
| 5 de diciembre de 2009 | Santamarina (Tandil)                              | 3:0     | Estrada (Ayacucho) | Mpal. Gral. San Martín, Tandil |                              |
|                        | Diego Barrios Suárez 16' 20' · Claudio Farías 29' | Reporte | Juan Brogno        | Árbitro(s): Javier Caballero   | Árbitro(s): Javier Caballero |

| 5 de diciembre de 2009 | Excursionistas (Tandil)                                                               | 3:3 (3:4 p.)               | Sarmiento (Ayacucho)                                                    | Mpal. Gral. San Martín, Tandil |                              |
|                        | Esteban Bonarrigo 9' 86' · Abel Najurieta 46' (a.g.)                                  | Reporte                    | Leonardo Indacoechea 28' · Adrián Roelof 71' · Juan Pablo Arroceres 81' | Árbitro(s): Germán Caballero   | Árbitro(s): Germán Caballero |
|                        |                                                                                       | Tiros desde el punto penal |                                                                         |                                |                              |
|                        | Roque Yuvisa · Gonzalo Álvarez · Esteban Bonarrigo · Sebatián Belsito · Ariel Paredes |                            | Luciano Lorenzo · Adrián Roelof · Abel Najurieta · Daniel Bustos        |                                |                              |

### Final de la Fase II
| 12 de diciembre de 2009 | Santamarina (Tandil)                               | 2:1     | Sarmiento (Ayacucho)               | Mpal. Gral. San Martín, Tandil |                              |
|                         | Diego Barrios Suárez 17' · Juan Ledesma 41' (a.g.) | Reporte | Abel Najurieta 72' · Gonzalo Ialea | Árbitro(s): Javier Caballero   | Árbitro(s): Javier Caballero |

| SANTAMARINA 2                     | SARMIENTO 1                                                      |
| --------------------------------- | ---------------------------------------------------------------- |
| POR Juan Ijurco                   | POR Gabriel Erede                                                |
| DEF Lucas Olagaray                | DEF Luciano Lorenzo                                              |
| DEF Matías Gogna                  | DEF Gonzalo Ialea                                                |
| DEF Juan Gamalero                 | DEF Marcos Arrayago                                              |
| DEF Gerardo Krugger               | DEF Marcos Martínez                                              |
| MED Amiel Cuestas                 | MED Nahuel Barragán                                              |
| MED Rodolfo Valerio               | MED Abel Najurrieta                                              |
| MED Nahuel Santos                 | MED Braulio Lorenzo                                              |
| MED Claudio Farías                | MED Juan Ledesma                                                 |
| DEL Matías Rode                   | DEL Leonardo Indacoechea                                         |
| DEL Diego Barrios Suárez          | DEL Adrián Roelofs                                               |
| DT Gustavo Minervino              | DT Marcelo Volantín                                              |
| Cambios: Emiliano Salvador X Rode | Cambios: Juan P. Arroceres X Ledesma Camilo Fernández X Martínez |

## Final del Año
| 17 de diciembre de 2009, 21:30 | Independiente (Tandil) | 1:4     | Santamarina (Tandil)                                                        | Mpal. Gral. San Martín, Tandil   |                                  |
|                                | Maximiliano Villar 60' | Reporte | Diego Barrios Suárez 35' 58' · Fabio Argüeso 48' (a.g.) · Nahuel Santos 86' | Árbitro(s): Víctor Hugo González | Árbitro(s): Víctor Hugo González |

|    | Guardameta     | Hugo Quintas       |     |
|    | Defensa        | Manuel Aguirre     | (3) |
|    | Defensa        | Diego Aladro       | (2) |
|    | Defensa        | Fabio Argüeso      |     |
|    | Defensa        | Diego Lecuona      |     |
|    | Centrocampista | Matías Petersen    |     |
|    | Centrocampista | Emanuel Morondo    |     |
|    | Centrocampista | Matías Indacoechea | (1) |
|    | Centrocampista | Nicolás Trasante   |     |
|    | Delantero      | Matías Pereda      |     |
|    | Delantero      | Maximiliano Villar |     |
| DT | DT             | Mauricio Nosei     |     |

|    | Guardameta     | Juan Ijurco          |     |
|    | Defensa        | Diego Serén          |     |
|    | Defensa        | Matías Gogna         |     |
|    | Defensa        | Juan Gamalero        |     |
|    | Defensa        | Gerardo Krugger      |     |
|    | Centrocampista | Amiel Cuestas        |     |
|    | Centrocampista | Rodolfo Valerio      |     |
|    | Centrocampista | Nahuel Santos        |     |
|    | Centrocampista | Claudio Farías       | (1) |
|    | Delantero      | Matías Rode          |     |
|    | Delantero      | Diego Barrios Suárez |     |
| DT | DT             | Gustavo Minervino    |     |

|  | Centrocampista | Martín Zabaleta | (1) |
|  | Centrocampista | Emilio Galavert | (2) |
|  | Delantero      | Emanuel Heredia | (3) |

|  | Delantero | Emiliano Salvador | (1) |

|  | 60' | Maximiliano Villar |

|  | 35' | Diego Barrios Suárez |
|  | 48' | Fabio Argüeso        |
|  | 58' | Diego Barrios Suárez |
|  | 86' | Nahuel Santos        |

|  | 36  | Diego Lecuona     |
|  | 86' | Nicolás Trassante |

|  | 90'+2 | Rodolfo Valerio |

| Árbitro | Víctor Hugo González |

|    | Guardameta     | Hugo Quintas       |     |
|    | Defensa        | Manuel Aguirre     | (3) |
|    | Defensa        | Diego Aladro       | (2) |
|    | Defensa        | Fabio Argüeso      |     |
|    | Defensa        | Diego Lecuona      |     |
|    | Centrocampista | Matías Petersen    |     |
|    | Centrocampista | Emanuel Morondo    |     |
|    | Centrocampista | Matías Indacoechea | (1) |
|    | Centrocampista | Nicolás Trasante   |     |
|    | Delantero      | Matías Pereda      |     |
|    | Delantero      | Maximiliano Villar |     |
| DT | DT             | Mauricio Nosei     |     |

|    | Guardameta     | Juan Ijurco          |     |
|    | Defensa        | Diego Serén          |     |
|    | Defensa        | Matías Gogna         |     |
|    | Defensa        | Juan Gamalero        |     |
|    | Defensa        | Gerardo Krugger      |     |
|    | Centrocampista | Amiel Cuestas        |     |
|    | Centrocampista | Rodolfo Valerio      |     |
|    | Centrocampista | Nahuel Santos        |     |
|    | Centrocampista | Claudio Farías       | (1) |
|    | Delantero      | Matías Rode          |     |
|    | Delantero      | Diego Barrios Suárez |     |
| DT | DT             | Gustavo Minervino    |     |

|  | Centrocampista | Martín Zabaleta | (1) |
|  | Centrocampista | Emilio Galavert | (2) |
|  | Delantero      | Emanuel Heredia | (3) |

|  | Delantero | Emiliano Salvador | (1) |

|  | 60' | Maximiliano Villar |

|  | 35' | Diego Barrios Suárez |
|  | 48' | Fabio Argüeso        |
|  | 58' | Diego Barrios Suárez |
|  | 86' | Nahuel Santos        |

|  | 36  | Diego Lecuona     |
|  | 86' | Nicolás Trassante |

|  | 90'+2 | Rodolfo Valerio |

| Árbitro | Víctor Hugo González |

## Goleadores
| Jugador              | Jugador         | Goles | Equipo                       |
| -------------------- | --------------- | ----- | ---------------------------- |
| Bandera de Argentina | Adrián Roelofs  | 18    | Sarmiento (Ayacucho)         |
| Bandera de Argentina | Pablo Cerfoglia | 16    | Grupo Universitario (Tandil) |

## Tabla general
| Equipos                        | Pts. | PJ | PG | PE | PP | GF | GC | Dif. |
| ------------------------------ | ---- | -- | -- | -- | -- | -- | -- | ---- |
| Santamarina (Tandil)           | 52   | 22 | 17 | 1  | 4  | 56 | 12 | 44   |
| Independiente (Tandil)         | 43   | 20 | 13 | 4  | 3  | 54 | 22 | 32   |
| Grupo Universitario (Tandil)   | 39   | 19 | 13 | 0  | 6  | 52 | 18 | 34   |
| Ferrocarril Sud (Tandil)       | 39   | 19 | 11 | 6  | 2  | 34 | 14 | 20   |
| Sarmiento (Ayacucho)           | 36   | 21 | 10 | 6  | 5  | 45 | 29 | 16   |
| Excursionistas (Tandil)        | 34   | 20 | 9  | 7  | 4  | 40 | 13 | 27   |
| Villa Aguirre (Tandil)         | 32   | 19 | 9  | 5  | 5  | 29 | 25 | 4    |
| Estrada (Ayacucho)             | 31   | 20 | 9  | 4  | 7  | 28 | 26 | 2    |
| UNICEN (Tandil)                | 27   | 17 | 8  | 3  | 6  | 25 | 26 | -1   |
| Velense (M. I. Vela)           | 27   | 17 | 7  | 6  | 4  | 26 | 23 | 3    |
| Loma Negra (Barker)            | 23   | 17 | 6  | 5  | 6  | 33 | 39 | -6   |
| Atlético-Defensores (Ayacucho) | 19   | 17 | 6  | 1  | 10 | 26 | 31 | -5   |
| Gimnasia (Tandil)              | 18   | 17 | 5  | 3  | 9  | 28 | 30 | -2   |
| Botafogo (Rauch)               | 17   | 17 | 5  | 2  | 10 | 17 | 28 | -11  |
| San José (Tandil)              | 14   | 17 | 3  | 5  | 9  | 13 | 20 | -7   |
| San Lorenzo-Agraria (Rauch)    | 6    | 17 | 2  | 0  | 15 | 16 | 55 | -39  |
| Deportivo Tandil (Tandil)      | 6    | 17 | 2  | 0  | 15 | 12 | 53 | -41  |
| La Movediza (Tandil)           | 3    | 17 | 1  | 0  | 16 | 6  | 78 | -72  |

## Campeón
| Santamarina (Tandil) 1.er título |

| Todas las ediciones del torneo (En negrita la última edición ganada por ese club) | Todas las ediciones del torneo (En negrita la última edición ganada por ese club) | Todas las ediciones del torneo (En negrita la última edición ganada por ese club) |
| Unión Regional Deportiva                                                          | Unión Regional Deportiva                                                          | Unión Regional Deportiva                                                          |
| --------------------------------------------------------------------------------- | --------------------------------------------------------------------------------- | --------------------------------------------------------------------------------- |
| Unión Regional Deportiva 2007 Independiente (Tandil) (1)                          | Unión Regional Deportiva 2008 Independiente (Tandil) (2)                          | Unión Regional Deportiva 2009 Santamarina (Tandil) (1)                            |
| Unión Regional Deportiva 2010 Atlético-Defensores (Ayacucho) (1)                  | Unión Regional Deportiva 2011 Ferrocarril Sud (Tandil) (1)                        | Unión Regional Deportiva 2012 Ferrocarril Sud (Tandil) (2)                        |
| Unión Regional Deportiva 2013 Independiente (Tandil) (3)                          |                                                                                   |                                                                                   |

| Predecesor: Unión Regional Deportiva 2008 | Unión Regional Deportiva 2009 | Sucesor: Unión Regional Deportiva 2010 |